# Definitely Maybe
Definitely Maybe (engl. für auf jeden Fall vielleicht) ist das Debütalbum der Britpop-Band Oasis, welches zum ersten Mal am 29. August 1994 bei Creation Records veröffentlicht wurde.

## Produktion
Die Aufnahmen zum Album kosteten etwa £ 85.000. Erste Aufnahmen erfolgten in Monnow Valley mit dem Produzenten David Batchelor, wurden jedoch nicht für die spätere Veröffentlichung genutzt. Als Grund gab Noel Gallagher 1995 in einem Interview den großen Altersunterschied sowie eine grundsätzliche unterschiedliche künstlerische Auffassungen an. Gallagher habe sich zwischen Batchelors „Klugheit“ und seiner eigenen „Verrücktheit“ entscheiden müssen und sich daher von dem Produzenten getrennt. In den Sawmills Studios wurde unter dem Produzenten Mark Coyle vollständig neu aufgenommen.
Viele Stücke erschienen erstmals auf der Demo Live Demonstration, die ein Jahr zuvor in Liverpool mit Chris und Tony Griffiths von The Real People eingespielt wurde.
Alle Lieder wurden von Noel Gallagher geschrieben.

## Inhalt

### Titelliste
1. Rock ’n’ Roll Star – 5:22
2. Shakermaker – 5:08
3. Live Forever – 4:36
4. Up in the Sky – 4:28
5. Columbia – 6:17
6. Supersonic – 4:43
7. Bring It on Down – 4:17
8. Cigarettes & Alcohol – 4:49
9. Digsy’s Dinner – 2:32
10. Slide Away – 6:32
11. Married with Children – 3:11

Auf der Vinylversion des Albums erschien zusätzlich als sechstes Lied Sad Song.